# Török István (jogász)
Török István (Cegléd, 1863. szeptember 17. – Budapest, 1928. június 4.) jogi doktor, törvényszéki bíró, járásbírósági alelnök.

## Életútja
Szülei Török István és Bognár Mária. Középiskoláit Szarvason, Nagykőrösön, majd ismét Szarvason végezte és ugyanott tett érettségi vizsgát. Azután a budapesti egyetemen a jogot hallgatta, ahol jogi doktor lett és letette az ügyvédi vizsgát. Két évig ügyvédkedett Cegléden; azután a bírói pályára lépett, ahol mint betétszerkesztő királyi albíró működött. 1913-ban a békéscsabai királyi járásbírósághoz rendelték ki, 1914-ben a szombathelyi királyi törvényszékhez helyezték át, majd még ugyanabban az évben visszavonták a kirendelést és a csepregi királyi járásbírósághoz került. 1915-ben Pápára helyezték át, majd innen 1916-ban járásbirói minőségben a ceglédi királyi járásbírósághoz osztották be. 1922. január 24-én Budapesten feleségül vette Varga Eleonórát. 1928-ban hunyt el Budapesten, agyvérzésben.
Cegléden a Czegléd és Vidéke c. hetilapot szerkesztette; a Pallas Nagy Lexikona Pótkötete számára több jogi cikket írt.

## Munkái
- A telekkönyvi betétszerkesztés rendszere. I. (A közönséges és a telekkönyvi átalakítással kapcsolatos betétszerkesztés szabályai.) Budapest, 1900. (Ism. Vasárnapi Ujság 40. sz.).
- Az ártér telekkönyveztetése és illetékmentesség betétszerkesztésekor. Pótlék «A telekkönyvi betétszerkesztés rendszere» I. kötetéhez. Budapest, 1904.